# آی‌پاد شافل
آی‌پاد شافل (به انگلیسی: iPod Shuffle) نوعی پخش‌کننده صدا طراحی و تولید شده به وسیله شرکت اپل است. شافل کوچکترین مدل از خانواده آی‌پادهای اپل است. آی‌پاد شافل از حافظه فلش دو گیگابایت استفاده می‌کند، عمر باتری ۱۵ ساعت است. این مدل فاقد صفحه نمایش البته نمایشگر میزان باتری در پشت دستگاه تعبیه شده و ۱۲٫۵ گرم وزن دارد.
آی‌پاد شافل از طریق USB ۲ به رایانه متصل می‌شود.
تولید شافل برای اولین بار ۱۱ ژانویه ۲۰۱۵ در مک‌ورلد - آی‌ورلد اعلام شد و نسل چهارم در ۱ سپتامبر ۲۰۱۰ رسانه‌ای شد.

## نگارخانه

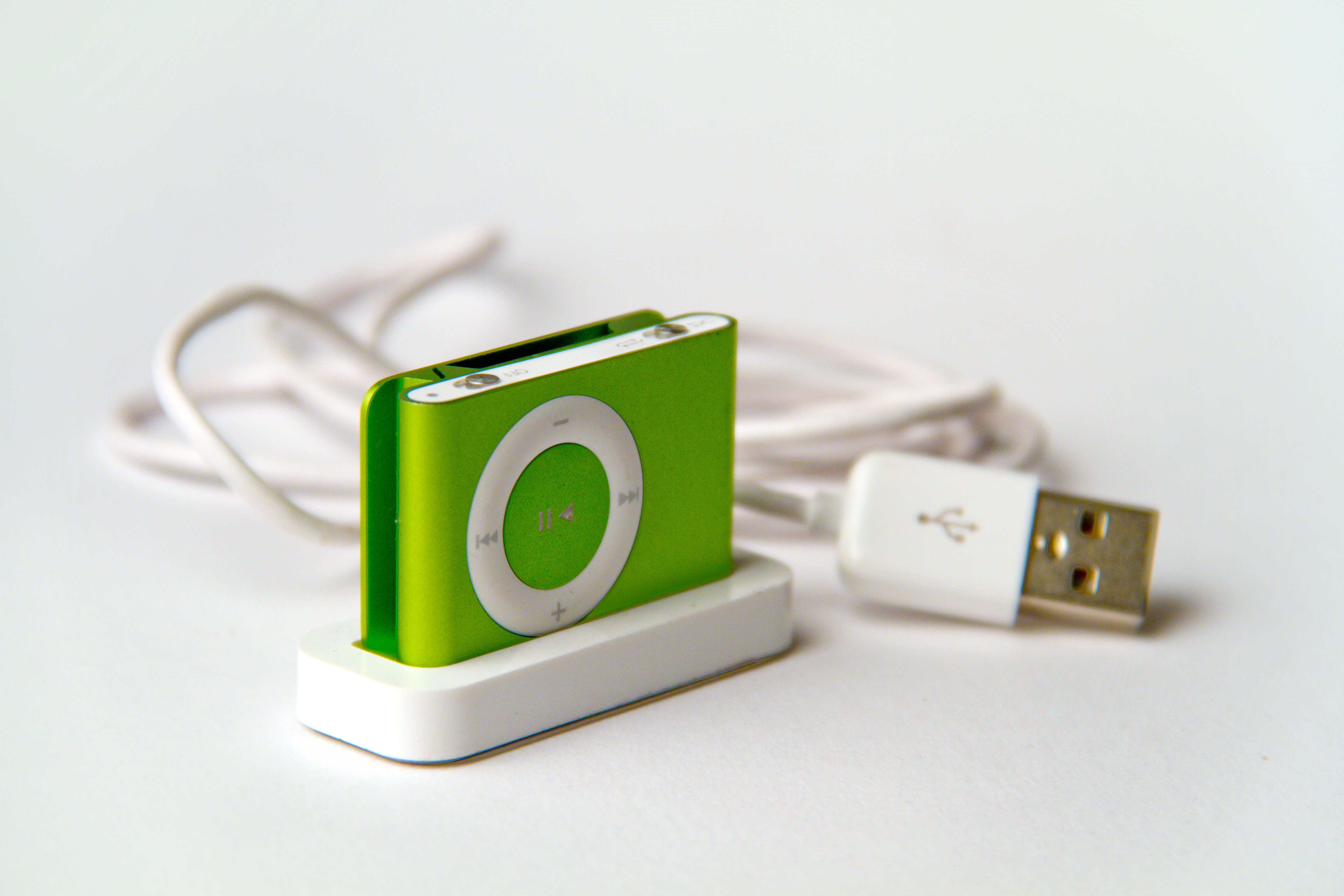
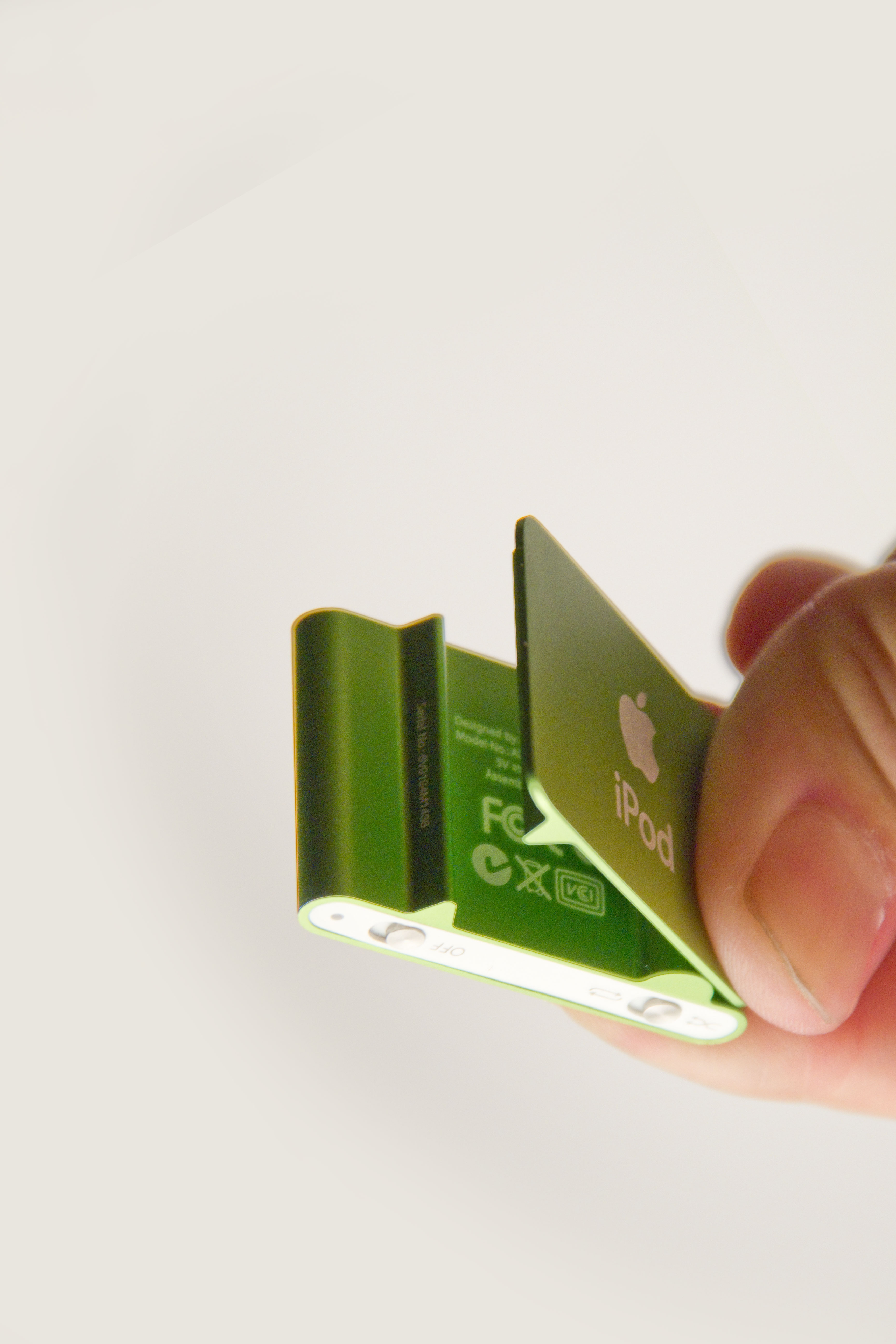
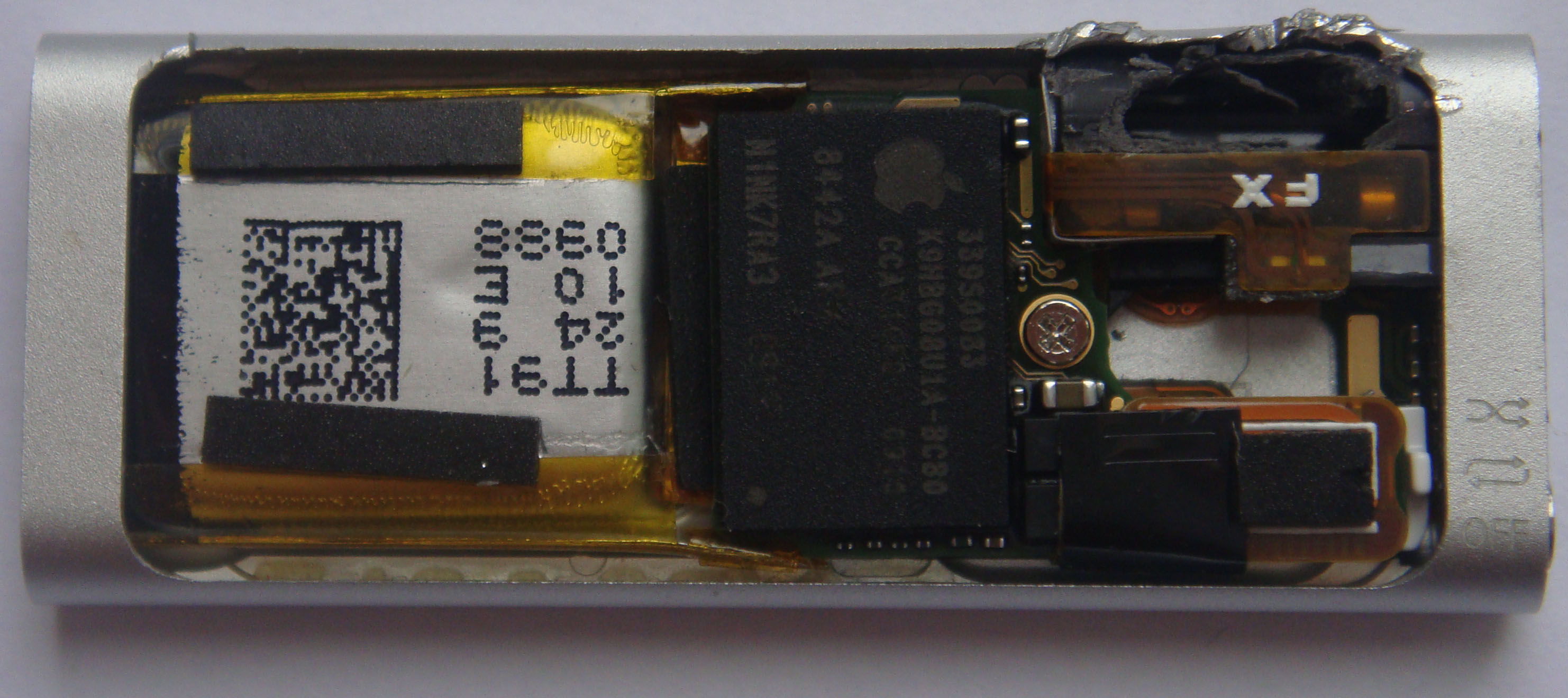